# Shorea palosapis
Espèce
Synonymes
- Dipterocarpus palosapis Blanco[2]

Statut de conservation UICN

 LC  : Préoccupation mineure
Shorea palosapis est une espèce de plantes du genre Shorea de la famille des Dipterocarpaceae.